# Ormoiche
Ormoiche is een gemeente in het Franse departement Haute-Saône (regio Bourgogne-Franche-Comté) en telt 69 inwoners (2011). De plaats maakt deel uit van het arrondissement Lure.

## Geografie
De oppervlakte van Ormoiche bedraagt 5,7 km², de bevolkingsdichtheid is dus 12,1 inwoners per km².
De onderstaande kaart toont de ligging van Ormoiche met de belangrijkste infrastructuur en aangrenzende gemeenten.

## Demografie
Onderstaande figuur toont het verloop van het inwonertal (bron: INSEE-tellingen).